# Димка (село)
Ди́мка — село в Україні, у Глибоцькій селищній громаді Чернівецького району Чернівецької області.

## Історія
У 1973 році в селі відкрито музей письменниці Ольги Кобилянської.

## Населення

### Мова
Розподіл населення за рідною мовою за даними перепису 2001 року:
| Мова            | Кількість | Відсоток |
| --------------- | --------- | -------- |
| румунська       | 1717      | 92.56%   |
| українська      | 115       | 6.20%    |
| російська       | 15        | 0.81%    |
| болгарська      | 2         | 0.11%    |
| грецька         | 1         | 0.05%    |
| вірменська      | 1         | 0.05%    |
| інші/не вказали | 4         | 0.22%    |
| Усього          | 1855      | 100%     |

## Відомі люди
В 1889—1891 роках в селі в маєтку материних батьків жила Ольга Кобилянська.
Один з основних творів Кобилянської стала повість «Земля», створена на основі реальної трагедії братовбивства, що сталася восени 1894 році в селі Димка.
Протягом 1887—1891 років у селі Димка Ольгою Кобилянською була написана повість  «Людина».

## Світлини

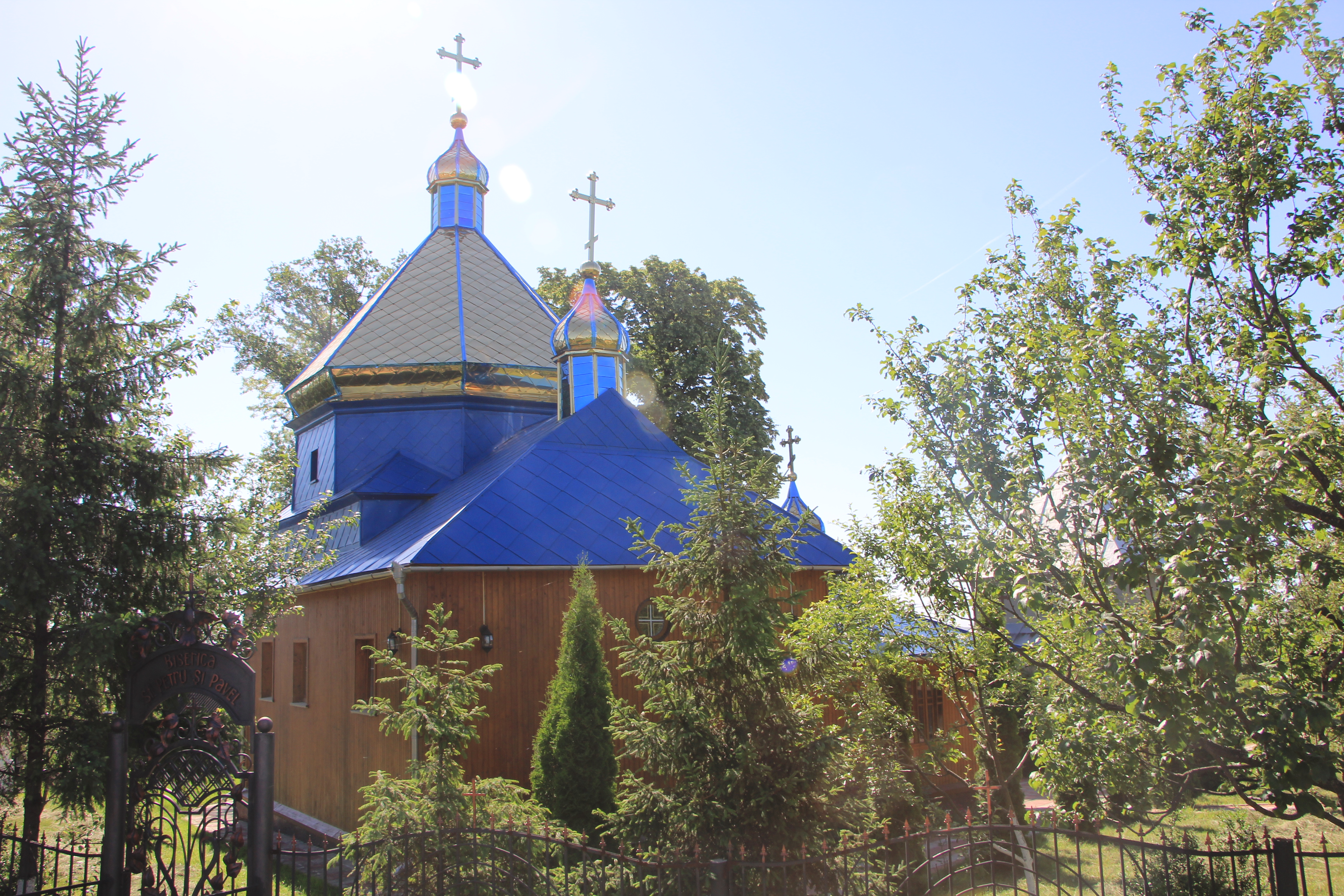
Дерев'яна церква Свв. Ап. Петра і Павла 1902 с. Димка
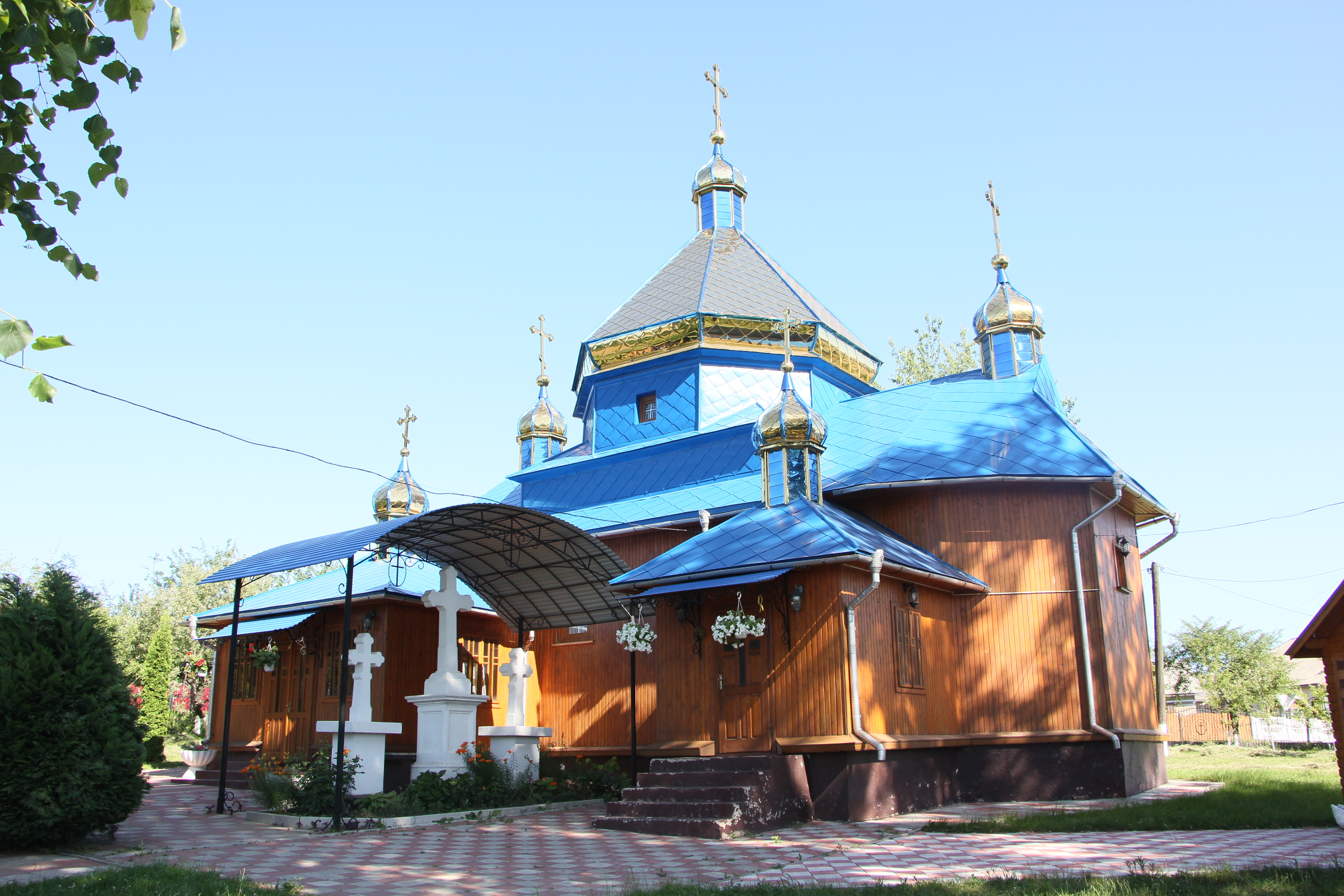
Дерев'яна церква Свв. Ап. Петра і Павла 1902 с. Димка